# Erykah Badu
Erykah Badu, właściwie Erica Abi Wright (ur. 26 lutego 1971 w Dallas) – amerykańska wokalistka z pogranicza soulu i hip-hopu, obdarzona charakterystycznym głosem.

## Życiorys
Wokalistka od najmłodszych lat interesowała się śpiewem, malarstwem, tańcem. W wieku 14 lat zaczęła udzielać się w lokalnym radiu. Uczęszczając do szkoły artystycznej, zaczęła rapować pod pseudonimem MC Apples. W 1993 artystka rzuciła szkołę, by w pełni oddać się swemu największemu zamiłowaniu – muzyce. Równocześnie, by zarobić na utrzymanie, uczyła dzieci tańca. Razem ze swym kuzynem założyła duet pod nazwą Erykah Free. Artystka spróbowała również swoich sił w filmie „The Boulevard”. Na jednym z przyjęć została dostrzeżona przez Tima Grace’a, który został jej menadżerem. Kolejną osobą, która doceniła jej talent oraz pasję, był Kedar Massenberg – zafascynowany głosem artystki zaproponował jej kontrakt w wytwórni Kedar Entertainment.
Pierwsza płyta piosenkarki, która ukazała się w 1997 pod tytułem Baduizm, osiągnęła status pięciokrotnej platyny. Baduizm wytyczył nowy kierunek muzyczny, nazwany przez dziennikarzy neo soulem. W tym samym roku Erykah urodziła synka, któremu dała imię Seven. Ojcem dziecka jest André 3000 z OutKast. W 2004 artystka ponownie została mamą, tym razem urodziła córkę, której nadała imię Puma, natomiast w 2009 przyszła na świat dziewczynka o imieniu Mars, której ojcem jest raper Jay Electronica.
Laureatka czterech nagród Grammy. Współpracowała z wieloma afroamerykańskimi muzykami, takimi jak Jill Scott, The Roots, D’Angelo, Macy Gray, André 3000, Common. Od kilku lat współpracuje z artystami związanymi z Culture Revolution – trębaczem Keyonem Harroldem, saksofonistą Sylwestrem Ostrowskim i raperem Pharoahe Monchem. Najbardziej znane utwory autorstwa Badu to „You Got Me” (z The Roots), „Tyrone”, „Next Lifetime”, „On & On”, „Love Of My Life”.
Kilkukrotnie była w Polsce: 10 grudnia 2003 w ramach trasy koncertowej „Worldwide Underground” wystąpiła w warszawskiej Sali Kongresowej, 11 lipca 2006 w Warszawie w amfiteatrze w Parku Sowińskiego, w 2008 podczas festiwalu Open’er Festival w Gdyni oraz w sierpniu 2011 roku na trzech koncertach, w Gdańsku, Warszawie oraz Wrocławiu. 25 marca 2019 podczas Szczecin Jazz 2019 wystąpiła w szczecińskiej hali Netto Arena z towarzyszeniem zespołu Culture Revolution z Sylwestrem Ostrowskim i Pauliną Przybysz w składzie.
Ma za sobą występy w kilku filmach. Jest właścicielką klubu Black Forest Theater w Dallas, gdzie organizuje liczne imprezy muzyczno-charytatywne, a także właścicielką wytwórni płytowej Control FreaQ Records.

## Dyskografia
Albumy
| Baduizm                                    | - Data: 11 lutego 1997 - Wydawca Kedar, Universal | 2  | 17 | –  | –  | –  | –  | –  | - USA: 3x platynowa płyta - CAN: złota płyta |
| Mama's Gun                                 | - Data: 31 października 2000 - Wydawca Motown     | 11 | 76 | 42 | 33 | 56 | 42 | 31 | - USA: platynowa płyta - CAN: złota płyta    |
| Worldwide Underground                      | - Data: 16 września 2003 - Wydawca Motown         | 3  | 93 | 57 | 32 | 64 | –  | 32 | - USA: złota płyta                           |
| New Amerykah Part One (4th World War)      | - Data: 26 lutego 2008 - Wydawca Universal Motown | 2  | 55 | 44 | 10 | 39 | 49 | 9  |                                              |
| New Amerykah Part Two (Return of the Ankh) | - Data: 30 marca 2010 - Wydawca Universal Motown  | 4  | 56 | 61 | 18 | 38 | 77 | 15 |                                              |
| „–” oznacza, że album nie był notowany.    |                                                   |    |    |    |    |    |    |    |                                              |

Albumy koncertowe
| Tytuł | Dane dot. albumu                          | Pozycja na liście | Pozycja na liście | Pozycja na liście | Certyfikat                |
| Tytuł | Dane dot. albumu                          | USA               | UK                | POL               | Certyfikat                |
| ----- | ----------------------------------------- | ----------------- | ----------------- | ----------------- | ------------------------- |
| Live  | - Data: 18 listopada 1997 - Wydawca Kedar | 4                 | 195               | 43                | - USA: 2x platynowa płyta |

Mixtape’y
| Tytuł                      | Dane dot. albumu                                           | Pozycja na liście |
| Tytuł                      | Dane dot. albumu                                           | USA               |
| -------------------------- | ---------------------------------------------------------- | ----------------- |
| But You Caint Use My Phone | - Data: 27 listopada 2015 - Wydawca: Motown, Control Freaq | 14                |

Kompilacje
| Tytuł | Dane dot. albumu                              |
| ----- | --------------------------------------------- |
| Icon  | - Data: 31 sierpnia 2010 - Wydawca: Universal |

## Filmografia
| Tytuł                 | Rok  | Rola                | Uwagi          | Źródło |
| --------------------- | ---- | ------------------- | -------------- | ------ |
| „Blues Brothers 2000” | 1998 | jako Queen Mousette | film fabularny | [ 18 ] |
| „Wbrew regułom”       | 1999 | jako Rose Rose      | film fabularny | [ 18 ] |